# Hitler: The Rise of Evil
Hitler: the rise of the evil (Hitler: el reinado del mal, en España; Hitler: el ascenso del mal, en Hispanoamérica) es una miniserie de dos episodios que muestra la llegada de Adolf Hitler al poder. Uno de los temas centrales de la película es la influencia que tuvo Ernst Hanfstaengl sobre Hitler, quien fue ganando espacio en la política de la entonces República de Weimar hasta su consolidación como Führer, en 1934. También se muestra cómo un periodista llamado Fritz Gerlich se opone desde el principio al nacionalsocialismo. Destacan las actuaciones de Peter O'Toole como Paul von Hindenburg, Peter Stormare como Ernst Röhm y Robert Carlyle como Hitler.

## Argumento
La serie tiene dos capítulos: 
- La primera parte, en 1923, antes del Putsch de Múnich y de la prisión de Landsberg en que un orador llamado Adolf Hitler construye paso a paso su carrera política en el seno del nacionalsocialismo, que en un principio capta las simpatías del periodista Fritz Gerlich y así de muchos otros, pero cuando se le conocen a fondo las ideas antisemitas y su brutal odio, algunos se transforman en opositores y otros en fieles seguidores para llegar al poder como canciller alemán en 1933.
- El segundo capítulo, después de Landsberg, Hitler parte con el apoyo de unos cuantos fieles y de las actuaciones de la Sturmabteilung (SA) de Ernst Röhm que le ayudan a cimentar su ascenso al poder, conquistando escaños hasta llegar a oponerse al gobierno de la República de Weimar.

La serie comienza y termina con la frase "Lo unico que se nesesita para que el mal triunfe es que los hombres buenos no hagan nada" de Edmund Burke. 
Nacido en la ciudad de Linz, en Austria, el pequeño Adolf es un niño serio y frío cuyo deseo es ser artista. De joven y tras la muerte de su madre, Hitler parte a la bella ciudad de Viena a buscar trabajo y desarrollar su faceta de pintor, pero es rechazado por la escuela de Bellas Artes de Viena. Al cumplir los 18 años, Adolf se marcha a Múnich, en Baviera. Estando allí, se entera de que estalla la Primera Guerra Mundial, y Hitler, henchido de fervor patriótico se alista inmediatamente.
Ya en la guerra, Hitler sobrevive a su bautismo de fuego por lo que el sargento de la compañía lo asciende a cabo. Hitler demuestra ser un soldado valeroso y decidido y consigue ganar la Cruz de Hierro al mérito, pero en un ataque con gas mostaza casi queda ciego y es trasladado a un hospital de campaña. Allí se entera de que Alemania ha redactado los términos de la rendición y de que la guerra ha acabado. 
Hitler regresa a Múnich, Baviera, ahora dirigida por un efímero régimen comunista.
Luego de derribado este por fuerzas paramilitares, Hitler se pone al servicio de estos para indagar los partidos políticos que operan en la ciudad, entonces investiga al Partido Obrero Alemán (DAP), dirigido por Anton Drexler y que reúne a sus pocos miembros en una cervecería. A Hitler le gusta su política y se convierte en su líder de propaganda. Los fervorosos discursos de Hitler, principalmente antisemitas, anticomunistas y antipacifistas cada vez atraen más gente a la cervecería a escucharlo. Allí acude Ernst Hanfstaengl, un noble de Baviera, el cual queda impresionado por la pasión de Hitler y le propone recabar apoyos entre la nobleza. Es entonces cuando Hitler comienza a desarrollar más su imagen personal e incluso visitar a los Hanfstaengl y otros nobles.
Con el apoyo de algunos nobles, Hitler comienza a modernizar su partido, contrata al capitán Ernst Röhm para dirigir a su escolta personal y ávido de poder, Hitler obliga al líder del Partido Nacionalsocialista a que le declare su sucesor, pero los discursos de Hitler agitando a las masas hacen que el primer ministro de Baviera, Gustav von Kahr, le obligue a cancelarlos. La violencia de los paramilitares de la SA de Hitler aumenta y Hitler acude a visitar a Fritz Gerlich, un afamado periodista y escritor. Gerlich se da cuenta de que Hitler es un agitador de masas y un enemigo público, y alerta a Von Kahr; este, para controlarlo, propone a Hitler que se una a él en la toma de Berlín, pero que calme a sus hombres. Hitler acepta.
En una cervecería de Múnich, Von Kahr se propone unir a todos los partidos de derechas para tomar Berlín y acabar de una vez por todas con Adolf Hitler, pero este, que ya se había enterado de los planes de Von Kahr para refrenarlo, acude a la cervecería con el apoyo del general Erich Ludendorff con la intención de dirigir el golpe, amenazando a los otros líderes para unirse a él. Ernst Röhm dirige a las SA intentando tomar la gendarmería, pero fracasan. Viendo que todo falla, Hitler mismo dirige a los nazis por las calles de Múnich, pero el ejército ya ha sido advertido y disparan contra los golpistas. Los nazis se disgregan y Hitler mismo es herido y apresado. El Putsch de Múnich fracasa.
Hitler y Ludendorff son juzgados por alta traición. Es entonces cuando Gerlich comienza su verdadera oposición al nazismo. Ludendorff es declarado inocente pero Hitler es condenado a 5 años de prisión y una exigua multa, aunque podrá solicitar la libertad condicional pasados 9 meses. En la prisión de Landsberg, Hitler comienza a escribir sus memorias con la ayuda de Rudolf Hess, tituladas Mein Kampf. Ludendorff le comunica a Hitler que asumirá el cargo del partido, pero Hitler decide renunciar a la política, esperando que el Partido Nazi se hunda sin su participación. Hitler se marcha a vivir de manera discreta a las montañas de Austria.
Las elecciones de 1925 se celebran y el poder se lo disputan dos hombres: el mariscal Paul von Hindenburg y el también mariscal y líder de los nazis, Erich Ludendorff. Hindenburg triunfa, y Hitler se aprovecha de la derrota de Ludendorff para asumir el liderazgo del partido. Su nueva política es ganar las elecciones a toda costa y para ello ordena a Röhm que refrene a las SA. Poco después, Hitler obtiene la ciudadanía alemana gracias principalmente a su ministro de propaganda, Joseph Goebbels. Hitler también lleva a Múnich a su sobrina Geri, pero la sobreprotege y esta, harta de que su tío no la deje ni siquiera salir de su casa, se suicida. Helena Hanfstaengl, esposa de Ernst Hanfstaengl, costea la nueva sede del partido en Berlín, en 1929. Es en ese tiempo, cuando Hitler conoce a su futura esposa, Eva Braun.
Ese mismo año se celebran las siguientes elecciones; el Partido Nazi crece como la espuma y aunque no gana las elecciones, se convierte en la segunda fuerza política del Reichstag. El periodista Fritz Gerlich comienza su oposición clandestina al nazismo. Mientras tanto, el presidente Hindenburg organiza su nuevo gabinete de gobierno; Hitler ansía el puesto de la cancillería, aunque Hindenburg no está dispuesto a ofrecérselo, y primero ofrece el puesto a Franz von Papen, pero debido a sus incompetencias le destituye, y para dividir al seno del Partido Nazi ofrece el puesto a Gregor Strasser, un importante miembro del Partido Nazi y líder de la facción moderada del nazismo. Mientras tanto, el Partido Nazi se hace con la mayoría del Reichstag, pero Strasser rechaza el puesto ante las amenazas de Hitler y el general Kurt von Schleicher es nombrado canciller. El destituido Papen se reúne con Hitler y pacta ser vicecanciller de Alemania bajo la supervisión del propio Hitler. Hindenburg se ve obligado a ceder ante la presión de los nacionalsocialistas y a las intrigas de Papen y nombra canciller a Hitler. Hindenburg observa frente a los ventanales del Reichstag como las SA desfilan frente a Hitler.
Röhm asalta las oficinas de Gerlich buscando a su informador. Röhm propina una gran paliza a Gerlich y mientras, el informador es asesinado cuando trataba de huir de las SA. El propio Gerlich es encarcelado. Mientras, Goebbels informa a Hitler de que el número de presos es ya alarmante y no se puede juzgarlos o ex-carcelarlos, así que Hitler aprovecha para construir campos de concentración donde internar a los presos, entre ellos, Gerlich, donde es trasladado al campo de concentración de Dachau. Allí, Gerlich es apaleado y asesinado. Hitler llama a Röhm a una reunión en una casa de campo en Bad Wiessee donde arresta al propio Röhm. En 1934 Hitler desencadena la noche de los cuchillos largos, donde aprovecha para eliminar a muchos de sus enemigos políticos y aquellos que le ofendieron en el pasado, entre ellos, el comisario Gustav von Kahr, Kurt von Schleicher o Gregor Strasser. Además los paramilitares de las SA son ejecutados por miembros de las Schutzstaffel (SS).
Ernst Hanfstaengl se dispone a abandonar Alemania, pero su esposa Helena se niega, argumentando que cree en los ideales de Hitler. Mientras, Röhm en su celda es acusado de traición al "Führer" acusándole de perpetrar un atentado contra Hitler y condenado a muerte; sus carceleros le ofrecen una pistola para suicidarse pero este la rechaza y es disparado por los propios carceleros. A su vez, el anciano y senil presidente Hindenburg fallece, y Hitler fusiona los cargos de presidente y canciller en su persona, convirtiéndose en el líder supremo y absoluto del país.
En los créditos, se revela el destino de varios protagonistas, se cuenta que Ernst Hanfstaengl huyó a Inglaterra donde fue encarcelado y tras escribir al presidente estadounidense Franklin D. Roosevelt se marchó a Estados Unidos donde colaboró con el esfuerzo aliado en la guerra mundial. Helena Hanfstaengl quedaría poco después desilusionada con Hitler y regresó a América. Sophie Gerlich, esposa de Fritz Gerlich, jamás recibió notificación oficial de la muerte de su esposo y sólo se enteró de su muerte al recibir las gafas ensangrentadas de Gerlich. En septiembre de 1935, Hitler promulgaría las Leyes de Nüremberg que privaban a los judíos de su ciudadanía y los aislaban socialmente. En 1938, Hitler desencadenó la noche de los cristales rotos donde miles de judíos fueron encarcelados, destruyéndose sinagogas y comercios judíos. Entre 1939 y 1942, los ejércitos de Hitler conquistarían gran parte de Europa, desde los Pirineos hasta el río Volga y desde Noruega hasta los desiertos del norte de África. En 1942, burócratas nazis desarrollaron un plan para extender el exterminio judío por toda Europa en una política llamada Solución Final. En 1944, cuando las tropas aliadas desembarcaban en Francia, Hitler desvía fondos militares para la deportación y exterminio de prisioneros en campos de concentración. El 30 de abril de 1945, y con los soviéticos tomando Berlín, Hitler se suicida en su búnker. La Segunda Guerra Mundial costó la muerte de 50 millones de personas (20 millones de militares y 23 millones de civiles); 6 millones de judíos fueron deportados y exterminados, y alrededor de un millón de gitanos, homosexuales, Testigos de Jehová, disidentes políticos y discapacitados mentales y físicos. De los 7 millones de asesinados, millón y medio eran niños.

## Reparto
- Robert Carlyle como Adolf Hitler.
- Stockard Channing como Klara Hitler.
- Jena Malone como Geli Raubal.
- Julianna Margulies como Helene Hanfstaengl.
- Matthew Modine como Fritz Gerlich.
- Liev Schreiber como Ernst Hanfstaengl.
- Peter Stormare como Ernst Röhm.
- Friedrich von Thun como Erich Ludendorff.
- Peter O'Toole como Paul von Hindenburg.
- Zoe Telford como Eva Braun.
- Terence Harvey como Gustav Ritter von Kahr.
- Justin Salinger como Joseph Goebbels.
- Chris Larkin como Hermann Göring.
- James Babson como Rudolf Hess.
- Patricia Netzer como Sophie Gerlich.
- Harvey Friedman como Friedrich Hollaender.
- Nicole Marischka como Blandine Ebinger.
- Julie-Ann Hassett como Angela Hitler.
- Thomas Brodie-Sangster como Hitler de niño.
- Simon Sullivan como Hitler de adolescente.
- Robert Glenister como Anton Drexler.
- Brendan Hughes como Hugo Gutmann.
- Ian Hogg como Alois Hitler.

## Recepción
Aunque la serie tuvo buena acogida entre el público general, existen comentarios negativos sobre su falta de realidad histórica en ciertos pasajes, así como el poco parecido de los actores con los personajes históricos.
Otros comentarios apuntan a la exageración de la psiquis de maldad de Hitler y lo larga que resulta la serie. Para Carlyle, el papel fue a ratos aterrador, difícil de encarnar y le tomó varios meses superar al personaje una vez finalizada la producción.